# Танк Пілсудського
Танк «Юзеф Пілсудський» (пол. Czołg "Józef Piłsudski"), відомий також як танк Пілсудського (пол. Czołg Piłsudskiego) — польський імпровізований бронеавтомобіль часів польсько-української війни, створений на основі невідомого важкого автомобіля.

## Історія
Ідея побудови бронемашини, яка б могла підтримувати штурм піхоти для боротьби із живою силою супротивника, що засіла у будинках, народилася під час битви за Львів. 5 листопада лейтенант Едвард Сас-Свістельницький отримав від капітана Тадеуша Кудельського наказ про створення броньованого автомобіля, а проєкт автомобіля розробив професор Антоній Марковський, який керував будівництвом. Будівництво вагона в залізничних майстернях тривало кілька днів до 7 листопада. 
Машина вступила в бій 9 листопада, коли підтримувала атаку Казимира Шлеєна через Єзуїтський сад. Окрім командира, решта екіпажу складалася з:
- Євгеніуша Бернацького та Владислава Кубали (водії).
- Мечислава Кретовича, Едварда Кустача, Броніслава Нізьола та Стефана Замбеллі (кулеметники).

Атаку автомобіля було зупинено встановленою перешкодою, а потім автомобіль був щільно обстріляний. Три з чотирьох кулеметів машини заклинило, тому транспортний засіб було вилучено. 
Головним тактичним успіхом танку під час наступу 9 листопада вважають залучення на себе більшої частини українського кулеметного вогню, що значно зменшило і без того серйозні втрати польської піхоти, та ліквідацію ворожих кулеметних обслуг у палаці Голуховських. В результаті нападу було захоплено квартал на південь від Єзуїтського саду та захоплено будівлю Головпоштамту.
Після кількох днів служби, потім після зіткнення машини з деревом і після розвалу української оборони, під час позиційних боїв, що тривали, екіпаж машини був бойовим резервом 5-го відділення, беручи участь в бойових діях. Наприкінці бою, 22 листопада, танк був спрямований на оборону Личакова, а потім до Краківської площі, де він був знайдений після переможного завершення оборони Львова поляками.
Подальша доля машини не встановлена, ймовірно разом з другою машиною (Кресовець) вона увійшла до підрозділу, відомого як Асоціація бронеавтомобілів. 

## Реконструкція
У 2018 році польський фонд військової підготовки залізниці виділив кошти на реконструкцію бронеавтомобіля. Через відсутність документації розміри розраховувалися за львівською кам'яницею, яку видно на одному зі знімків, який зберігся до сучасності, слугуючи масштабом. Власну броню виготовляли з кількаміліметрового листового металу. Репліку транспортного засобу вперше було представлено публіці на святкуванні сторіччя відновлення незалежності Польщі 11 листопада 2018 року.

## Світлини

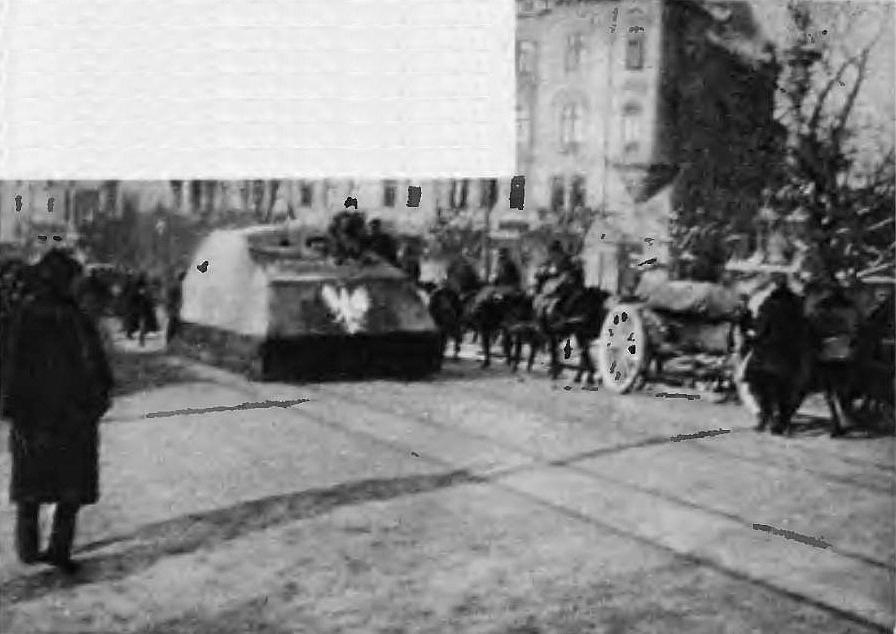
Танк Пілсудського на вулицях Львова в день захоплення міста поляками 22 листопада 1918 року.
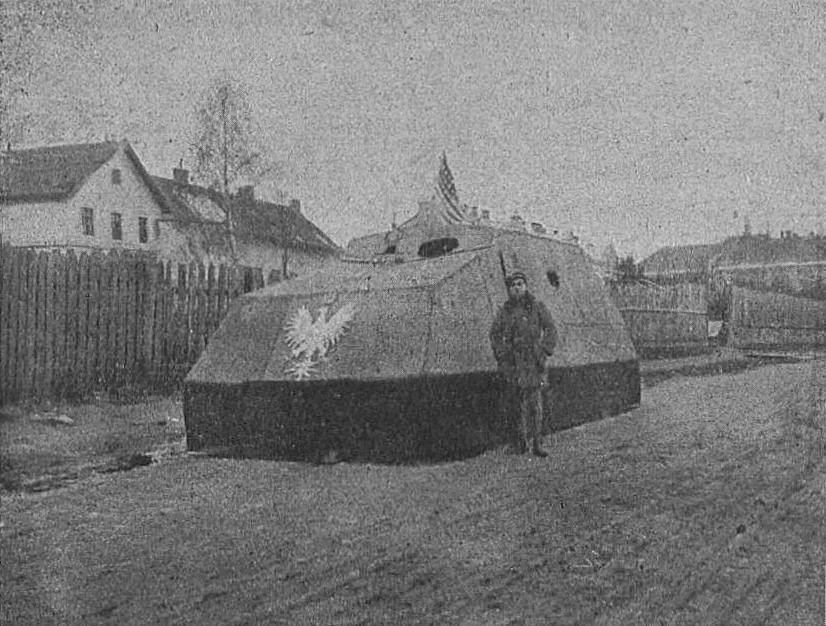
Солдат біля бронеавтомобіля
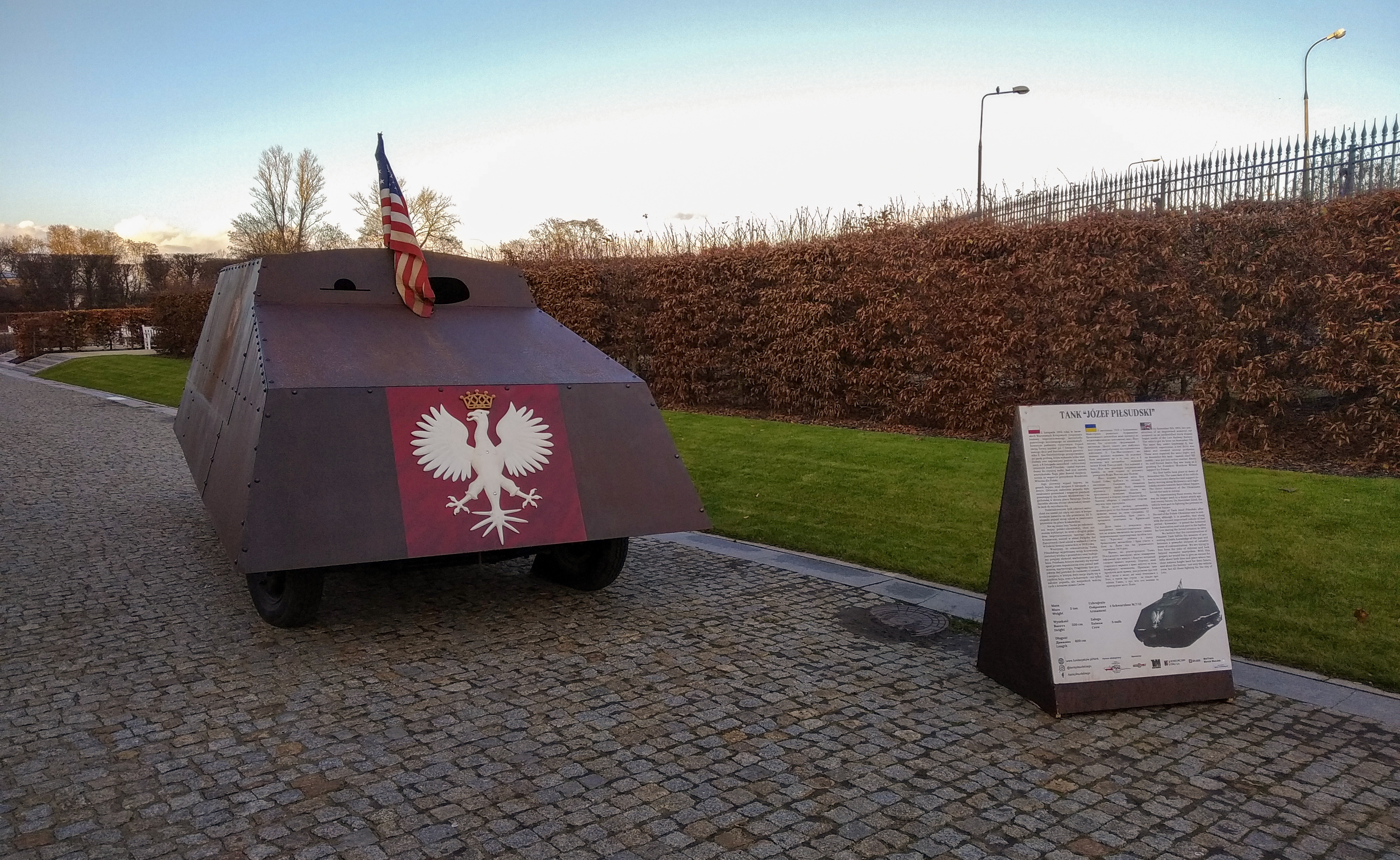
Сучасна реконструкція танка Пілсудського